# Senecio acutangulus
Senecio acutangulus là một loài thực vật có hoa trong họ Cúc. Loài này được (Bertol.) Hemsl. miêu tả khoa học đầu tiên năm 1881.